# Amanza
Amanza (hangul: 아만자; rr: Amanja) é uma série de televisão sul-coreana transmitida via streaming estrelada por Ji Soo, Lee Seol, Oh Hyun-kyung, Yoo Seung-mok e Lee Jong-won. Baseado no webtoon publicado na Lezhin de mesmo nome de Kim Bo-tong, foi lançado pela KakaoTV de 1º de setembro a 3 de novembro de 2020.

## Sinopse
Quando Park Dong-myung, um jovem de 27 anos, é diagnosticado com um câncer terminal, ele começa a alternar entre os mundos real e o dos sonhos, onde uma aventura emocionante se desenvolve, durante a qual ele aprende o verdadeiro significado da vida.

## Elenco

### Principal
- Ji Soo como Park Dong-myung/Amanza[5]
- Lee Seol como Min-jung[1]
- Oh Hyun-kyung como mãe de Dong-myung[1]
- Yoo Seung-mok como pai de Dong-myung[1]
- Lee Jong-won como Park Dong-yeon[1]

### De apoio
- Kang On como Kim Kang-on
- Shin Joo-hwan como Tae-hwan
- Choi Byung-yoon como Yong-min
- Park Hyung-soo como Hyung-joo
- Park Se-joon como Chul-gyu
- Kim Ye-eun como Ji-sun

## Episódios
| N.º | Título | Lançamento             |
| --- | --- | ---------------------- |
| 1   | "I Suddenly Became a Cancer Patient Today" "나는 오늘 갑자기 암 환자가 되었다"                                         | 1 de setembro de 2020  |
| 2   | "A New Adventure Began with the First Chemotherapy" "첫 항암치료와 함께 새로운 모험이 시작되었다"                      | 8 de setembro de 2020  |
| 3   | "A 27-Year-Old Cancer Patient's Birthday Party and His Father's Heart" "27살 암환자의 생일 파티, 그리고 아버지의 마음" | 15 de setembro de 2020 |
| 4   | "My Hair Keeps Falling Out" "자꾸 머리카락이 빠진다"                                                                   | 22 de setembro de 2020 |
| 5   | "I'll Be the Only One Left" "결국 나만 남게 되겠지만"                                                                  | 29 de setembro de 2020 |
| 6   | "Mom, I Want to Go Home" "엄마, 나 집에 가고 싶어"                                                                     | 6 de outubro de 2020   |
| 7   | "I Still Have a Lot of Things I Want to Do, Places I Want to Go" "아직 하고 싶은 것도, 가고 싶은 곳도 많은데"          | 13 de outubro de 2020  |
| 8   | "Why Do I Have to Die?" "나 왜 죽어야 해?"                                                                             | 20 de outubro de 2020  |
| 9   | "There Is No Life Without Regrets, But There Is No Life Without Meaning" "후회 없는 삶은 없지만, 의미 없는 삶도 없다"  | 27 de outubro de 2020  |
| 10  | "Amanza's Special Adventure" "아만자의 특별한 모험"                                                                    | 3 de novembro de 2020  |

## Produção
A primeira leitura do roteiro ocorreu no verão de 2020.

## Trilha sonora

### Part 1
| Lançado em 6 de outubro de 2020 |          |                           |             |         |         |  |
| N.º                             | Título   | Letras                    | Música      | Artista | Duração |  |
| 1.                              | "Memory" | Sunwoo Jung-a Jo Sung-tae | Jo Sung-tae | Hoseung | 4:21    |  |

### Parte 2
| Lançado em 13 de outubro de 2020 |                        |                |                |                |         |  |
| N.º                              | Título                 | Letras         | Música         | Artista        | Duração |  |
| 1.                               | "Running Time"         | Sunwoo Jung-a  | Sunwoo Jung-a  | Elaine         | 4:17    |  |
| 2.                               | "Running Time" (Inst.) |                | Sunwoo Jung-a  |                | 4:17    |  |
| Duração total:                   | Duração total:         | Duração total: | Duração total: | Duração total: | 8:34    |  |